# Buruflaggpapegoja
Buruflaggpapegoja (Prioniturus mada) är en fågel i familjen östpapegojor inom ordningen papegojfåglar.

## Utseende och läte
Buruflaggpapegojan är en mestadels grön papegoja med de för släktet unika förlängda stjärtpennorna med spatelformad spets. Noterbart är även silvergrå näbb, lila på hjässans bakre del hos hanen och gult under stjärten. Bland lätena hörs ljudliga skrin och upprepade öronbedövande "weep".

## Utbredning och systematik
Fågeln förekommer i bergsskogar på ön Buru (södra Moluckerna i Indonesien). Den behandlas som monotypisk, det vill säga att den inte delas in i några underarter.

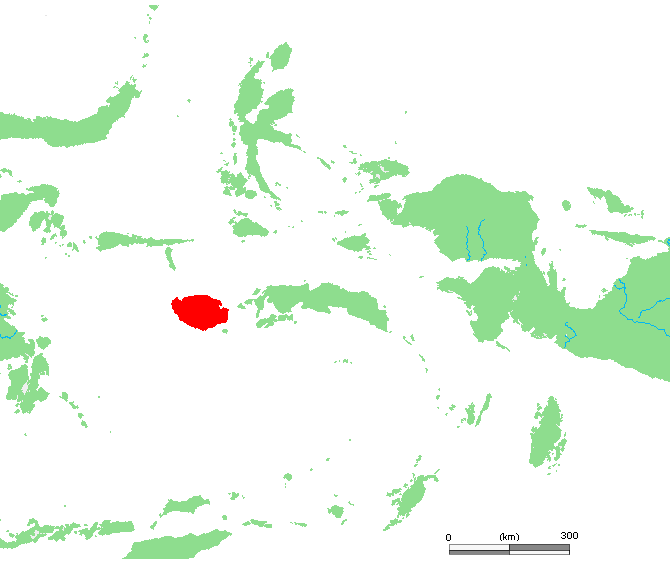
Fågeln förekommer endast på ön Buru i Moluckerna.

## Levnadssätt
Buruflaggpapegojan hittas i bergsskogar, men rör sig ibland ut i jordbruksbygd. Den ses i par eller smågrupper.

## Status
Fågeln har ett begränsat utbredningsområde, men beståndet anses vara stabilt. IUCN kategoriserar arten som livskraftig.